# Hechtia lyman-smithii
Hechtia lyman-smithii är en gräsväxtart som beskrevs av Burt-utley och John F. Utley. Hechtia lyman-smithii ingår i släktet Hechtia och familjen Bromeliaceae. Inga underarter finns listade i Catalogue of Life.